# Jetour X90
Jetour X90 — выпускаемый с 2019 года среднеразмерный кроссовер бренда Jetour компании Chery.

## История
Модель была представлена на Пекинском автосалоне в апреле 2018 года, в продажу поступила в январе 2019 года. Привод только передний. Первоначально была доступна с 1,5-литровым рядным бензиновым турбодвигателем E4T15B мощностью 147 л. с. с механической КПП или с 8-ступенчатым "автоматом", с сентября 2019 года стал также доступен 1,6-литровый турбомотор F4J16 мощностью 197 л. с. с 6-ступенчатым «роботом» с двойным сцеплением. В Китае цены от 79 900 до 139 900 юаней.
В августе 2021 года на Автосалоне в Чэнду, дебютировала версия X90 Plus, модель обрела новые бамперы и радиаторную решётку с горизонтальными плашками, фары — от X95. Кроме вариантов двигателей для X90 для X90 Plus сертифицирован новый для семейства турбодвигатель объёмом 2.0-литра мощностью 254 л. с. Версия X90 Plus поступила в продажу параллельно X90, по ценам от 101 900 до 139 900 юаней.
В России модель X90 Plus была официально представлена в марте 2023 года, начало продаж анонсировано на май.

## Галерея

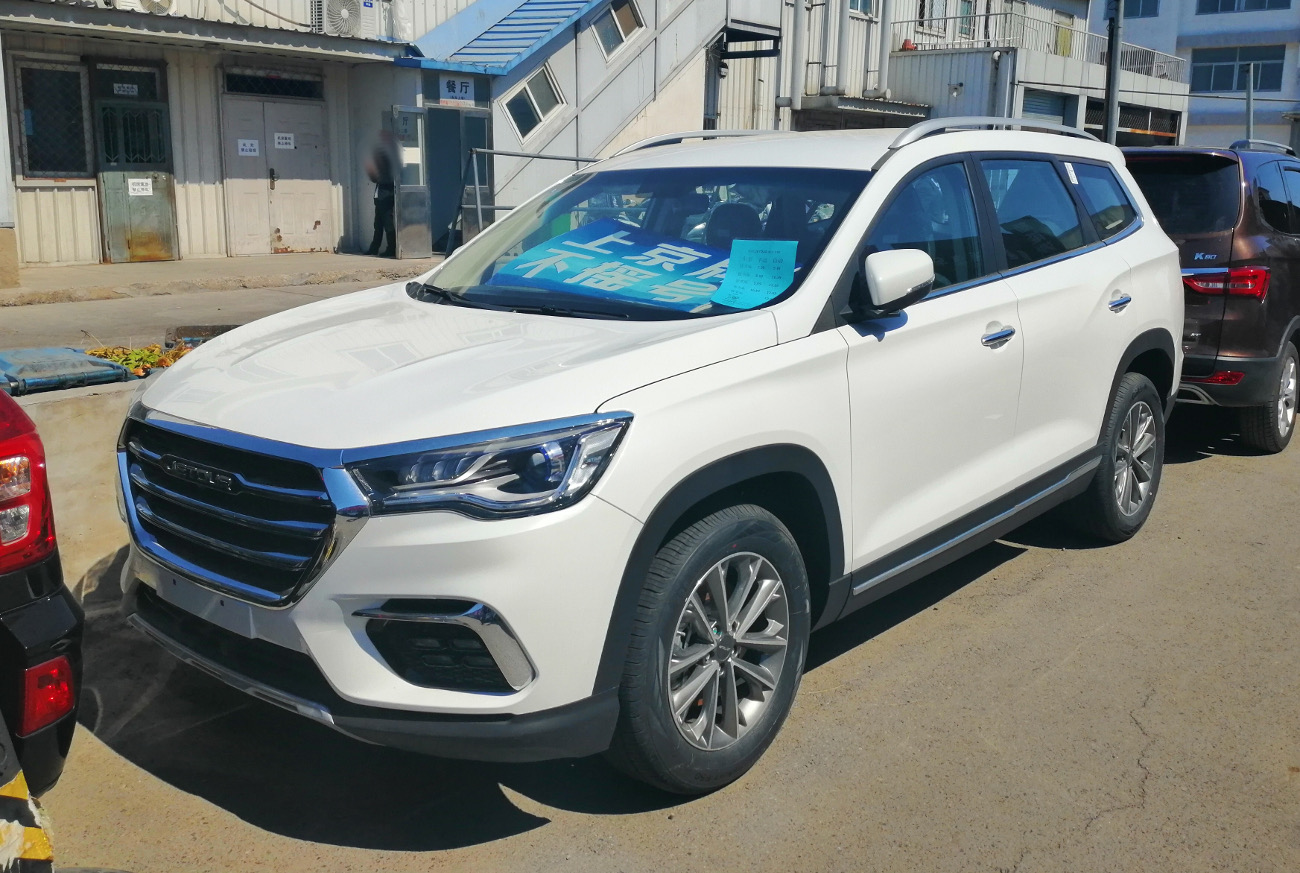
X90
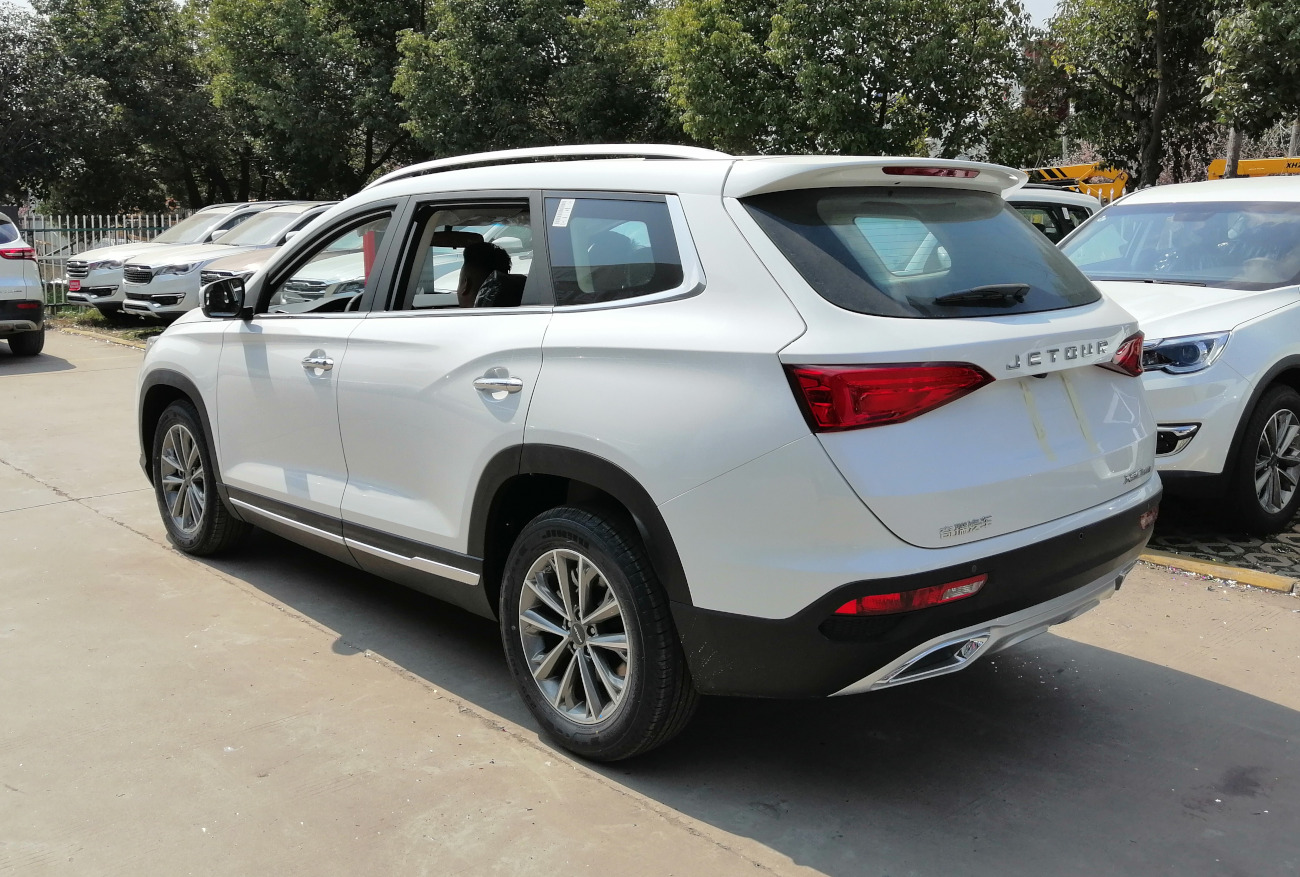
X90
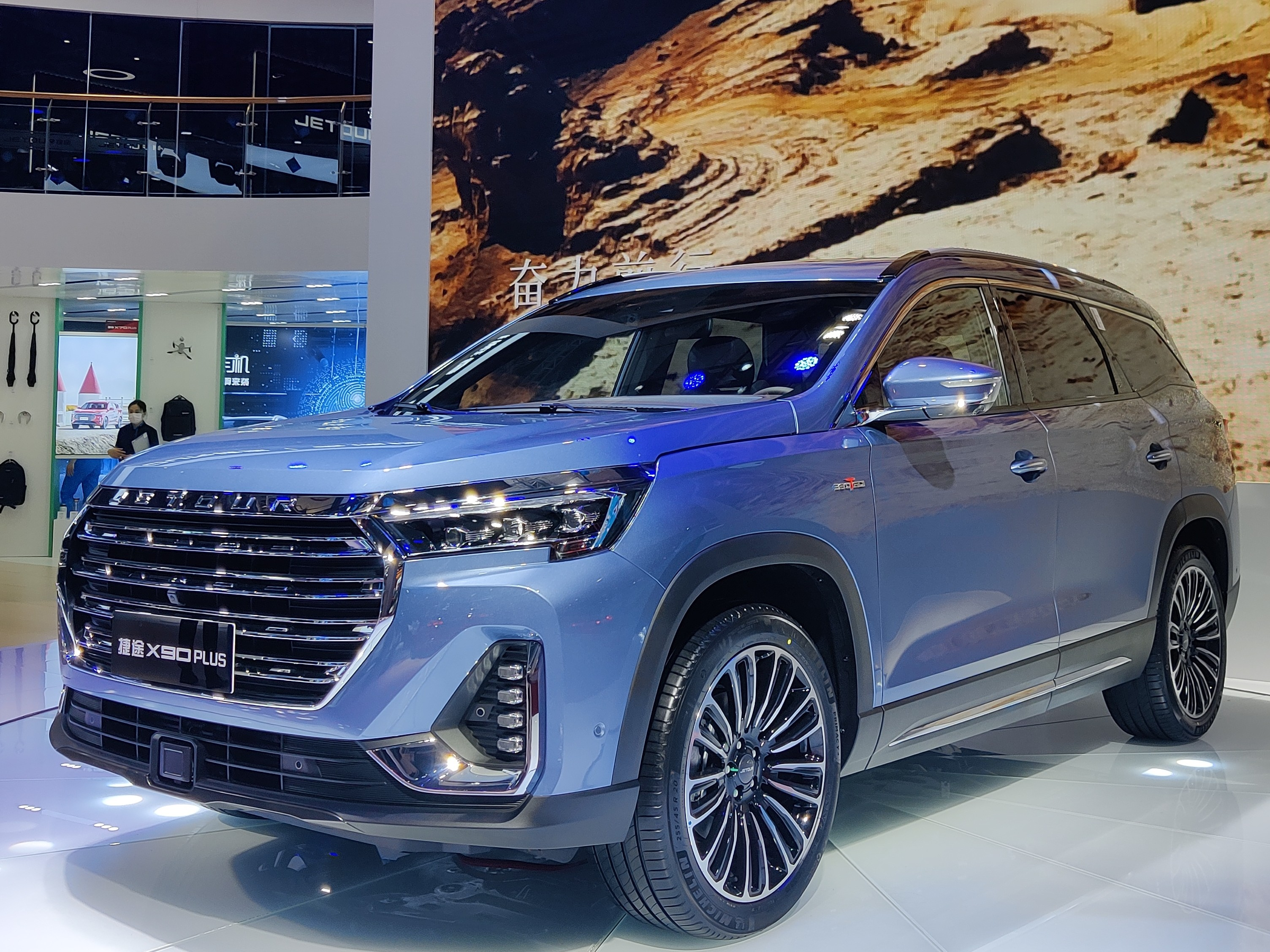
X90 Plus
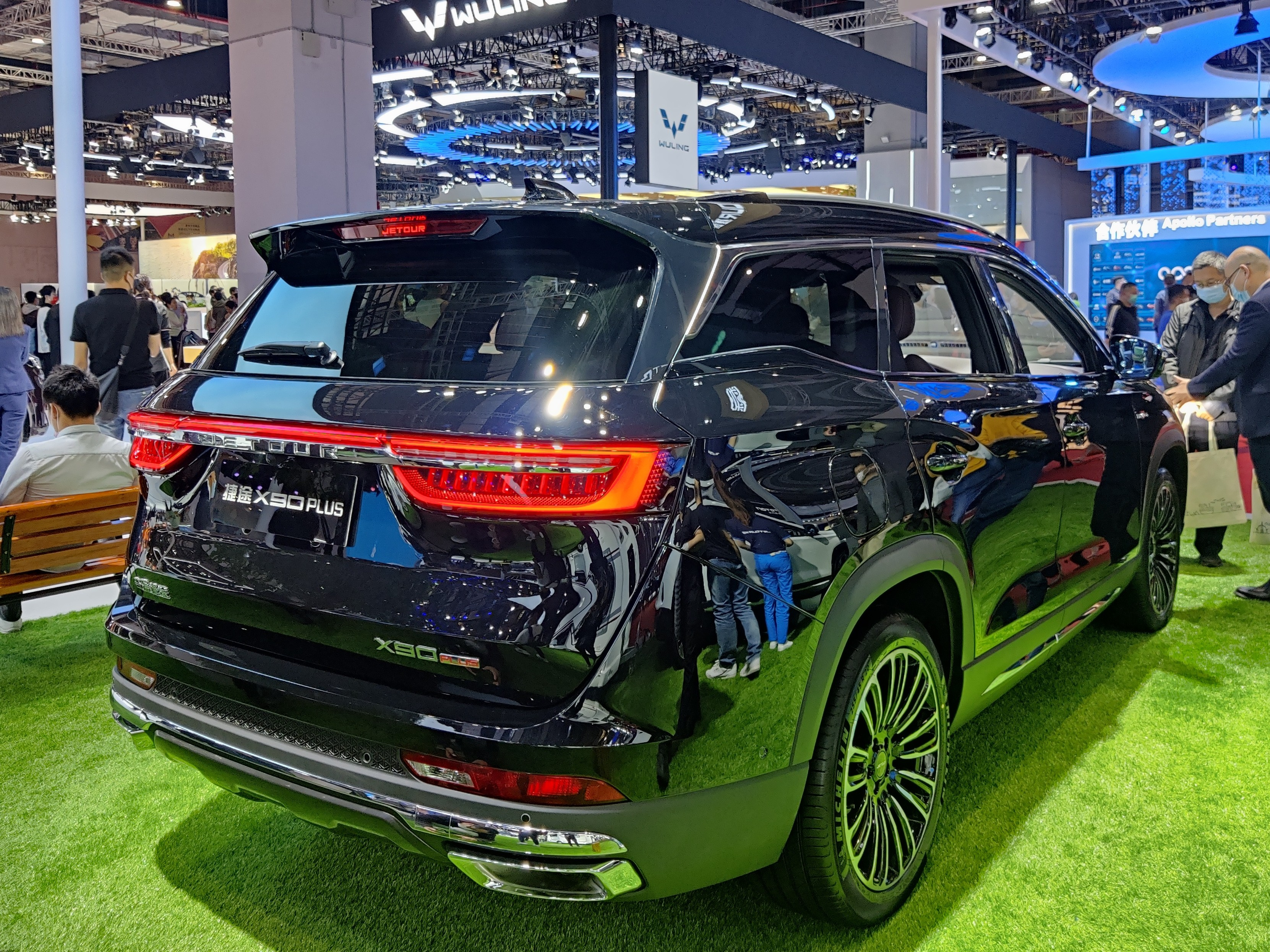
X90 Plus

| Год  | Объём продаж |
| ---- | ------------ |
| 2019 | 8 818        |
| 2020 | 41 818       |
| 2021 | 29 430       |
| 2022 | 26 068       |